# Inquisitor odhneri
Inquisitor odhneri é uma espécie de gastrópode do gênero Inquisitor, pertencente a família Pseudomelatomidae.